# The Irish Fusiliers of Canada (The Vancouver Regiment)
The Irish Fusiliers of Canada (The Vancouver Regiment), littéralement « Les Fusiliers irlandais du Canada (Le Régiment de Vancouver) », était un régiment d'infanterie de l'Armée canadienne des Forces armées canadiennes. Il fut créé en 1913 à Vancouver en Colombie-Britannique. En 1965, il fut transféré à l'ordre de bataille supplémentaire. Il en fut retiré en 2002 lorsqu'il fut amalgamé avec The British Columbia Regiment (Duke of Connaught's Own).

## Perpétuations
The Irish Fusiliers of Canada (The Vancouver Regiment) perpétuait l'histoire des unités suivantes :
- 29th Batallion, CEF
- 30th Batallion, CEF
- 102nd Batallion, CEF
- 158th Batallion, CEF

Depuis son amalgamation avec The British Columbia Regiment (Duke of Connaught's Own) en 2002, ces unités sont perpétuées par ce dernier.

## Histoire
Le régiment fut créé à Vancouver en Colombie-Britannique le 15 août 1913 en tant que 11th Regiment Irish Fusiliers of Canada. Il fut renommé en The Irish Fusiliers of Canada le 12 mars 1920 et réorganisé en tant qu'un régiment de deux bataillons avec le 1st Batallion (le « 1er Bataillon ») perpétuant le 121st Battalion (Western Irish), CEF (en) et le 2nd Batallion (le « 2e Bataillon ») placé dans l'ordre de bataille de réserve. L'unité de réserve fut dissoute le 14 décembre 1936.
Le 1er juin 1936, The Irish Fusiliers of Canada furent amalgamés avec The Vancouver Regiment et renommés en Irish Fusiliers (Vancouver Regiment). Il fut renommé en 2nd (Reserve) Battalion, Irish Fusiliers (Vancouver Regiment) le 1er janvier 1941 avant de réadopter le nom d'Irish Fusiliers (Vancouver Regiment) le 1er juin 1945. Le 1er avril 1946, le régiment devint une unité d'artillerie et fut renommé en 65th Light Anti-Aircraft Regiment (Irish Fusiliers), Royal Canadian Artillery. Le 1er septembre 1958, il fut amalgamé avec la 120th Independent Field Battery, RCA, reconverti en unité d'infanterie et renommé en The Irish Fusiliers of Canada (The Vancouver Regiment).
Le 19 mars 1965, The Irish Fusiliers of Canada (The Vancouver Regiment) furent réduits à un effectif nul et transférés à l'ordre de bataille supplémentaire. Le 13 juin 2002, ils furent retirés de l'ordre de bataille supplémentaire et amalgamés avec The British Columbia Regiment (Duke of Connaught's Own).

## Honneurs de bataille
The Irish Fusiliers of Canada (The Vancouver Regiment) perpétuait plusieurs bataillons du Corps expéditionnaire canadien ainsi que The Vancouver Regiment lorsque ce dernier fut amalgamé en 1936 et a donc hérité de leurs honneurs de bataille. Depuis son amalgamation avec The British Columbia Regiment (Duke of Connaught's Own) en 2002, ce dernier a hérité de ses honneurs de bataille.
| Première Guerre mondiale | Première Guerre mondiale    |
| ------------------------ | --------------------------- |
| Ypres, 1915, '17         | FESTUBERT, 1915             |
| Mont Sorrel              | Somme, 1916, '18            |
| Flers-Courcelette        | Thiepval                    |
| Ancre Heights            | Ancre, 1916                 |
| Arras, 1917, '18         | Vimy, 1917                  |
| Scarpe, 1917, '18        | Cote 70                     |
| Passchendaele            | Amiens                      |
| Drocourt-Quéant (en)     | Ligne Hindenburg            |
| Canal du Nord            | Cambrai, 1918               |
| Valenciennes (en)        | France et Flandres, 1915-18 |

## Insigne
L'insigne du régiment est une grenade de sinople enflammée d'or et chargée d'une feuille d'érable d'argent soutenue d'une harpe également d'argent. L'insigne est sommée d'une couronne des petits-enfants du souverain d'argent. La grenade est le symbole traditionnel des fusiliers. La harpe et la couleur verte symbolisent l'Irlande tandis que la feuille d'érable symbolise le Canada. La couronne est celle de la reine Victoria alors qu'elle était princesse. D'ailleurs, elle présenta les drapeaux officiels au prédécesseur du régiment en 1833,.

## Annexe